# 이명호 (필드하키 선수)
이명호(1979년 12월 10일 ~ )는 대한민국의 필드하키 선수이며 포지션은 골키퍼이다. 성남시청 소속이다.

## 경력
- 2006년 아시안 게임 남자 하키 국가대표
- 2008년 하계 올림픽 남자 하키 국가대표
- 2010년 아시안 게임 남자 하키 국가대표
- 2012년 하계 올림픽 남자 하키 국가대표
- 2014년 아시안 게임 남자 하키 국가대표

## 수상
- 2006년 아시안 게임 남자 하키 금메달
- 2009년 제31회 남자챔피온스트로피 국제하키대회 3위
- 2009년 FIH 세계올스타 선정
- 2010년 제19회 슐탄아즐란샤 국제남자하키대회 1위
- 2014년 아시안 게임 남자 하키 동메달